# 小行星12500
小行星12500（12500 Desngai）是一颗绕太阳运转的小行星，为主小行星带小行星。该小行星于1998年3月发现。

## 轨道参数
小行星12500的轨道半长轴为2.2111571 UA，离心率为0.177。